# HMS Vanguard (1944)
HMS Vanguard – brytyjski pancernik, który wszedł do służby po II wojnie światowej. Ostatni i największy z brytyjskich pancerników.

## Historia
W 1939 w związku z napiętą sytuacją międzynarodową w Wielkiej Brytanii pojawiła się propozycja, aby pozostające od 1925 w magazynach wieże artylerii głównej, zdjęte z krążowników HMS „Courageous” i HMS „Glorious”, zamontować na nowym pancerniku. Początkowo planowano zainstalować te wieże na kadłubie King George V wyposażonym w siłownię zaprojektowaną dla planowanych pancerników typu Lion.
Ostatecznie podjęto decyzję o budowie nowego typu szybkiego pancernika wyposażonego w siłownię zaprojektowaną dla jednostek typu Lion. Zamówienie na budowę okrętu zostało złożone 14 marca 1941 w stoczni John Brown & Company Clydebank. Położenie stępki miało miejsce 2 października 1941. Początkowo prace na okręcie traktowano priorytetowo i prowadzono je kosztem innych projektów. Tempo prac uległo spowolnieniu w momencie utraty znaczenia pancerników na rzecz lotniskowców.
Na konstrukcję okrętu znaczny wpływ wywarły doświadczenia bojowe zdobyte przez inne pancerniki Royal Navy. Np. pionowe szyby ewakuacyjne wprowadzono po zatopieniu przez japońskie lotnictwo pancernika HMS „Prince of Wales”.
Wodowanie „Vanguarda” miało miejsce 30 listopada 1944, wejście do służby 9 sierpnia 1946. Matką chrzestną była późniejsza królowa Elżbieta II.
W lutym 1947 okręt udał się w rejs do RPA z królem Jerzym VI na pokładzie. W 1949 okręt przydzielono do floty śródziemnomorskiej, a następnie do eskadry szkolnej Home Fleet, gdzie pełnił funkcję okrętu flagowego. W tym czasie planowano jego przebudowę na okręt rakietowy, jednak ostatecznie zrezygnowano z tego projektu. Okręt wycofano ze służby 9 października 1959 i sprzedano na złom w 1960. Złomowanie okrętu zakończyło się w 1961.

## Opancerzenie i uzbrojenie

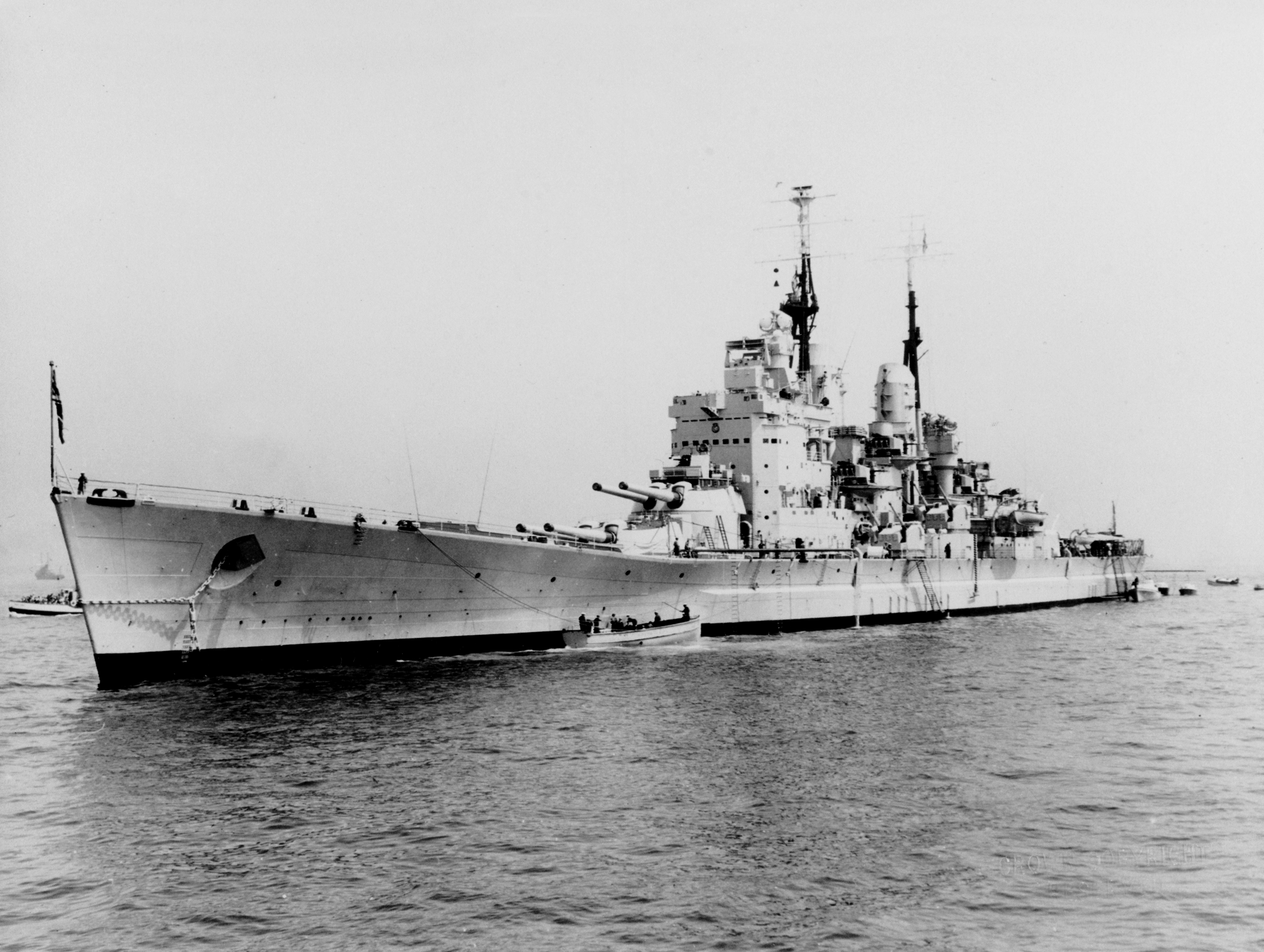
HMS „Vanguard” na kotwicy, widoczny wystający pancerz burtowy

Okręt opancerzono podobnie jak pancerniki typu King George V. Masa pancerza wynosiła ok. 1/3 masy całego okrętu (ok. 15 000 ton). Zastosowano system „wszystko albo nic”. Cytadela zaczynała się przed pierwszą wieżą artylerii głównej i kończyła za ostatnią. Od góry cytadeli znajdował się główny pokład pancerny. Pancerz burtowy wykonano w postaci pasa pancernego przymocowanego na zewnątrz kadłuba. Ochrona przeciwtorpedowa opierała się na grodziach wzdłużnych przedzielanych grodziami poprzecznymi.
Okręt wyposażono w artylerię główną kalibru 381 mm, podobnie jak wiele innych jednostek europejskich marynarek wojennych (np. „Bismarck”, „Vittorio Veneto”, „Richelieu”). Zastosowana na HMS „Vanguard” artyleria pochodziła jednak z czasów I wojny światowej i nie dorównywała konstrukcjom nowocześniejszym. Można spotkać się z opinią, że HMS Vanguard był okrętem niedozbrojonym.
Okręt charakteryzował się dużą dzielnością morską, był także wyposażony w klimatyzację. System kierowania ogniem należał wówczas do najnowocześniejszych.